# Tratado de Paz de Moscou

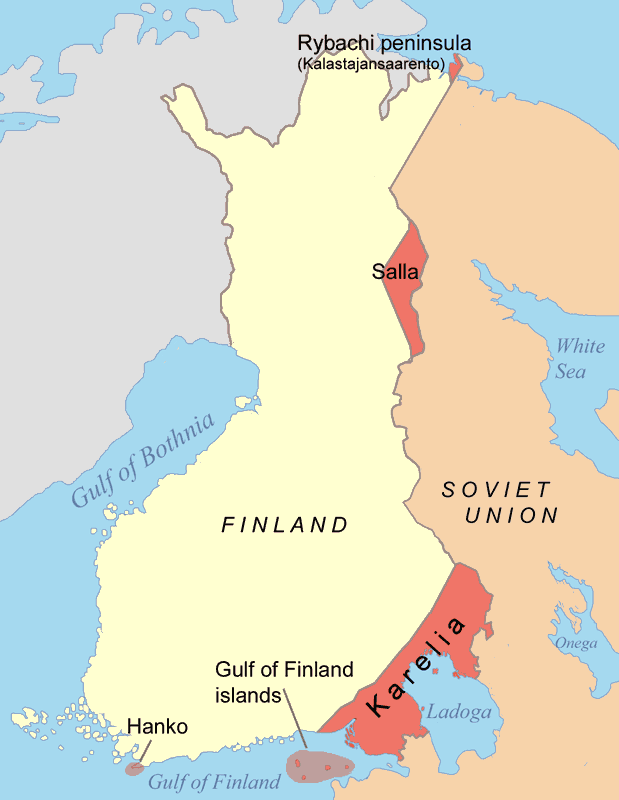
Áreas cedidas pela Finlândia à União Soviética

O Tratado de Paz de Moscou ou Tratado de Paz de Moscovo foi assinado pela Finlândia e pela União Soviética em 12 de março de 1940, e as ratificações foram trocadas em 21 de março. Ele marcou o fim da Guerra de Inverno de 105 dias, durante a qual a Finlândia cedeu áreas de fronteira para a União Soviética. O tratado foi assinado por Vyacheslav Molotov, Andrey Zhdanov e Aleksandr Vasilevsky para a União Soviética, e Risto Ryti, Juho Kusti Paasikivi, Rudolf Walden e Väinö Voionmaa para a Finlândia. Os termos do tratado não foram revertidos após a dissolução da União Soviética, e a questão da Carélia permanece disputada.

## Termos
Em 6 de março, uma delegação finlandesa, liderada pelo primeiro-ministro finlandês Risto Ryti, viajou a Moscou. Durante as negociações, o Exército Vermelho rompeu as linhas de defesa finlandesas em torno de Tali e estava perto de Viipuri.
O tratado foi assinado na noite de 12 de março, e os combates continuaram até então.
As concessões e perdas territoriais finlandesas excederam as exigidas pelos soviéticos antes da guerra. A Finlândia foi forçada a ceder aproximadamente metade da Carélia finlandesa (com o centro industrial da Finlândia, incluindo Vyborg / Viipuri (a quarta maior cidade da Finlândia) e Käkisalmi; Sortavala e Suojärvi e toda a Baía de Viipuri, com suas ilhas; no total, aproximadamente 8% de seu território), embora grandes partes ainda estivessem em poder do exército finlandês. As tropas militares e os civis restantes foram evacuados às pressas para dentro da nova fronteira; 422 000 carelianos, 12% da população da Finlândia, perderam suas casas.
Houve também uma área que os russos capturaram durante a guerra que permaneceu nas mãos dos finlandeses de acordo com o tratado: Petsamo. O tratado também estipulou que a Finlândia concederia passagem gratuita para civis soviéticos através de Petsamo para a Noruega.
A Finlândia também teve que ceder uma parte da área de Salla, a parte finlandesa da Península de Kalastajansaarento (Rybachi) no Mar de Barents, e no Golfo da Finlândia as ilhas de Suursaari, Tytärsaari, Lavansaari (agora Ilha Moshchny о. Мощный), Peninsaari (agora Ilha Maly, о. Малый) e Seiskari. Finalmente, a Península de Hanko foi arrendada para a União Soviética como base naval por 30 anos, com um aluguel anual de 8 milhões de marcos.

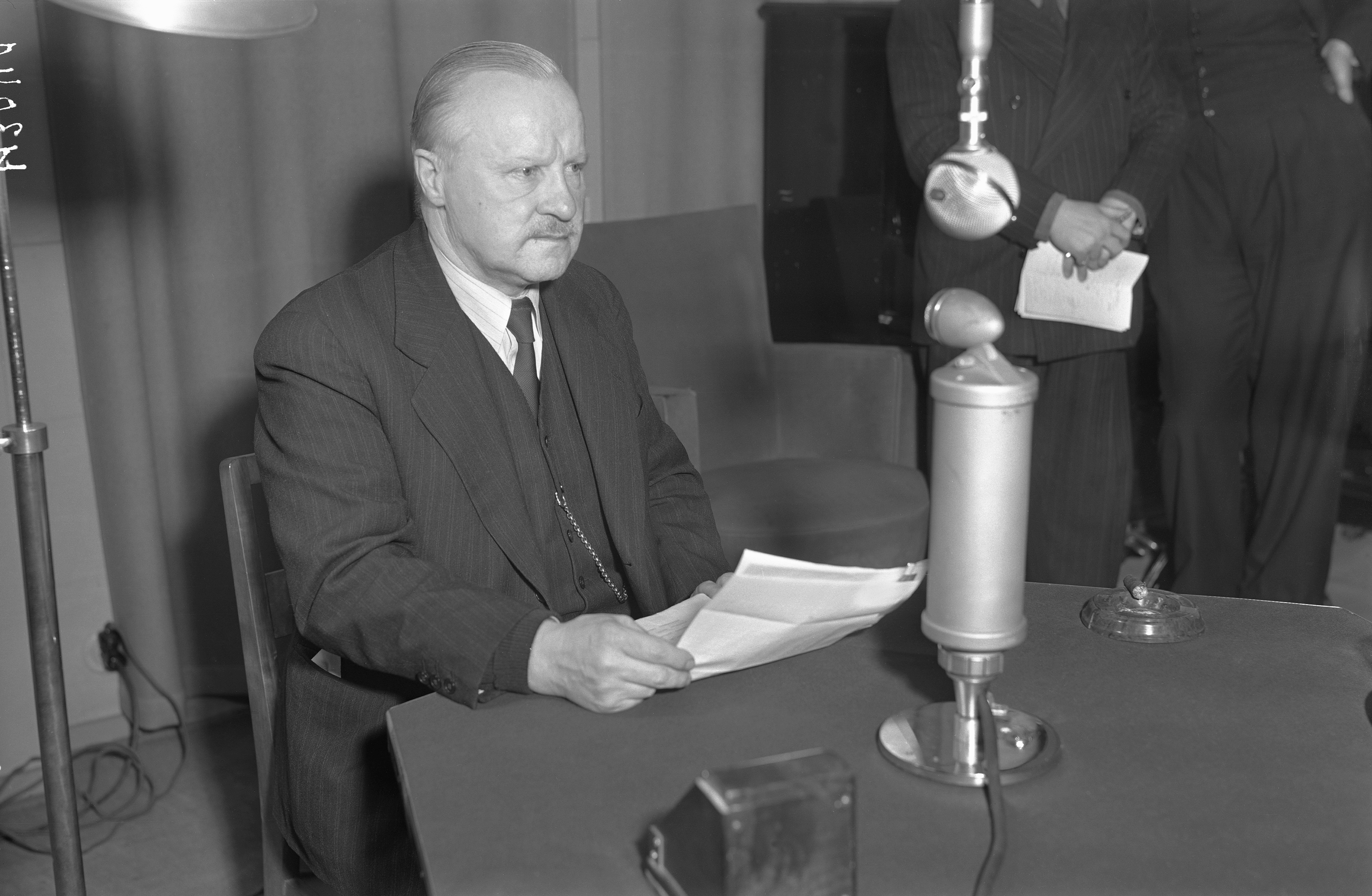
O ministro finlandês das Relações Exteriores, Väinö Tanner, leu os termos do tratado de paz na rádio finlandesa ao meio-dia de 13 de março de 1940.

Ao contrário do que se pensa, os direitos de transferência das tropas soviéticas por ferrovia para a base de Hanko não foram concedidos no tratado de paz, mas foram exigidos em 9 de julho, depois que a Suécia reconheceu o trânsito ferroviário das tropas da Wehrmacht para a Noruega ocupada.
Outras demandas foram a entrega de equipamentos e instalações nos territórios cedidos. Assim, a Finlândia teve que entregar 75 locomotivas; 2 000 vagões e vários carros, caminhões e navios. A área industrial de Enso, que estava claramente no lado finlandês da fronteira, conforme foi desenhada no tratado de paz, também foi logo adicionada às perdas finlandesas de território e equipamento.
A nova fronteira não era arbitrária do ponto de vista soviético:
- Antes da guerra, a Finlândia era um produtor líder de celulose de alta qualidade, uma importante matéria-prima para explosivos. Ao incluir as fábricas da Enso, a União Soviética capturou 80% da capacidade de produção da Finlândia.
- A Finlândia teve que ceder um terço de sua energia hidrelétrica, principalmente na forma de usinas hidrelétricas no rio Vuoksi, que era extremamente necessária em Leningrado, onde a indústria sofreu uma falta de eletricidade de 20%.
- A localização da nova fronteira era consistente com a doutrina de defesa soviética, que previa levar a luta em solo inimigo por contra - ataques e ataques preventivos. Segundo essa doutrina, a fronteira ideal não deve permitir que o inimigo tenha barreiras naturais defensáveis e, portanto, em vez de passar por locais de fronteira natural, como a Baía de Viipuri ou a região de pântano no istmo entre o Lago Saimaa e o Lago Ladoga, a nova fronteira correu no lado oeste deles. No entanto, essas posições também eram muito fáceis de cercar para um inimigo ofensivo do Exército Vermelho, como logo seria mostrado.

Os finlandeses ficaram chocados com os termos duros da paz. Parecia que mais território foi perdido na paz do que na guerra, em muitos aspectos algumas das áreas mais valiosas da Finlândia. A perda de território foi dolorosa para a Finlândia de várias maneiras:
- Grandes partes da região mais populosa do sul que permaneceram na Finlândia foram conectadas ao mundo através do sistema do Canal de Saimaa, que agora foi cortado em Vyborg, onde se conecta ao Golfo da Finlândia.
- A parte sul da área perdida era o coração industrial da Finlândia.
- Os carelianos e os finlandeses são povos balto-finnoicos intimamente relacionados. Cerca de metade da Carélia finlandesa foi perdida como resultado do tratado, que levou à questão da Carélia.
- Antes da guerra, as atrocidades soviéticas contra os finlandeses ingrianos eram uma grande fonte de pesar para muitos finlandeses. A perda de parte da Carélia finlandesa aumentou essa angústia.